# Ca' di Dio

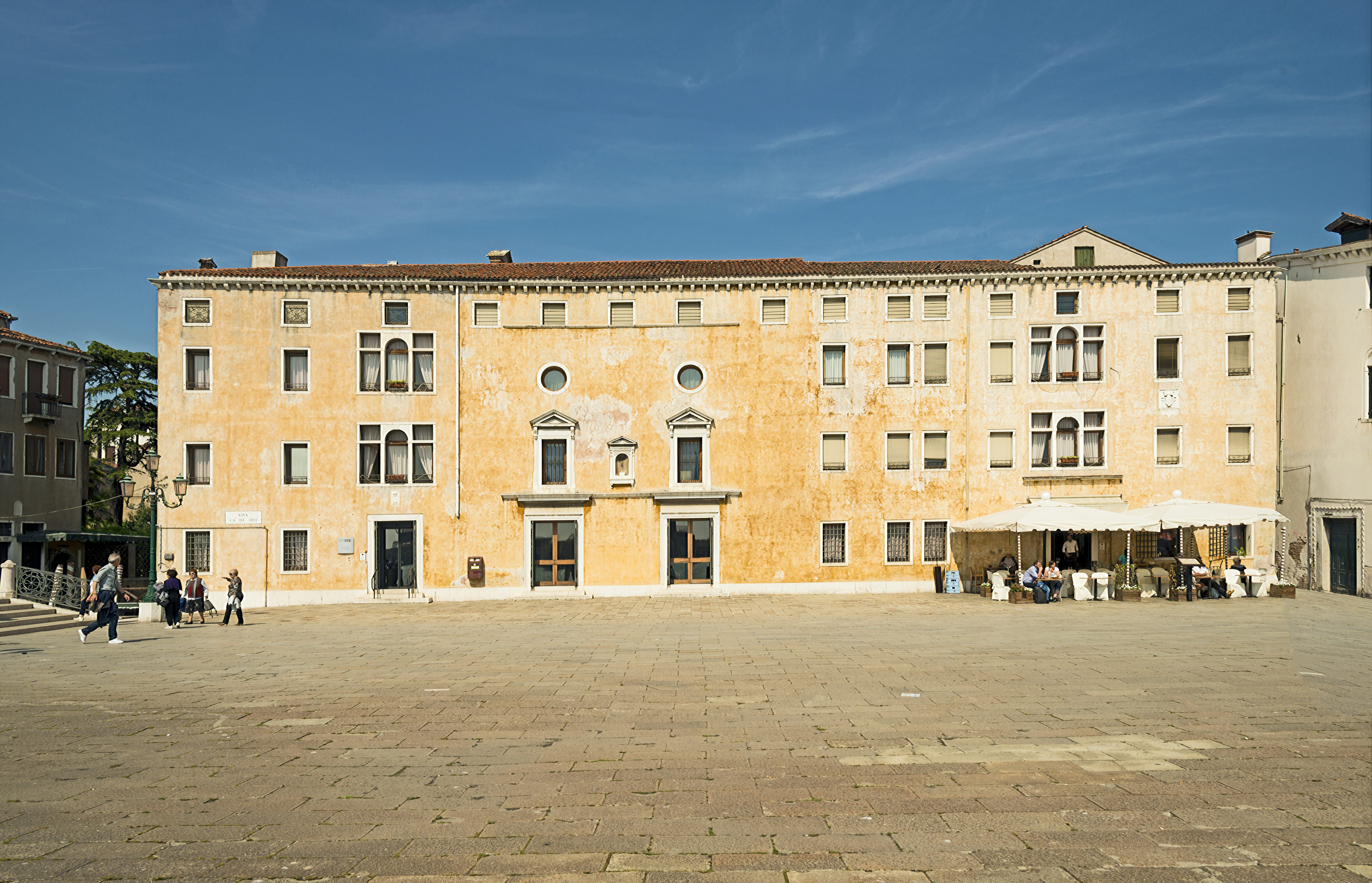
La façade de la Ca' di Dio face au Bacino di San Marco

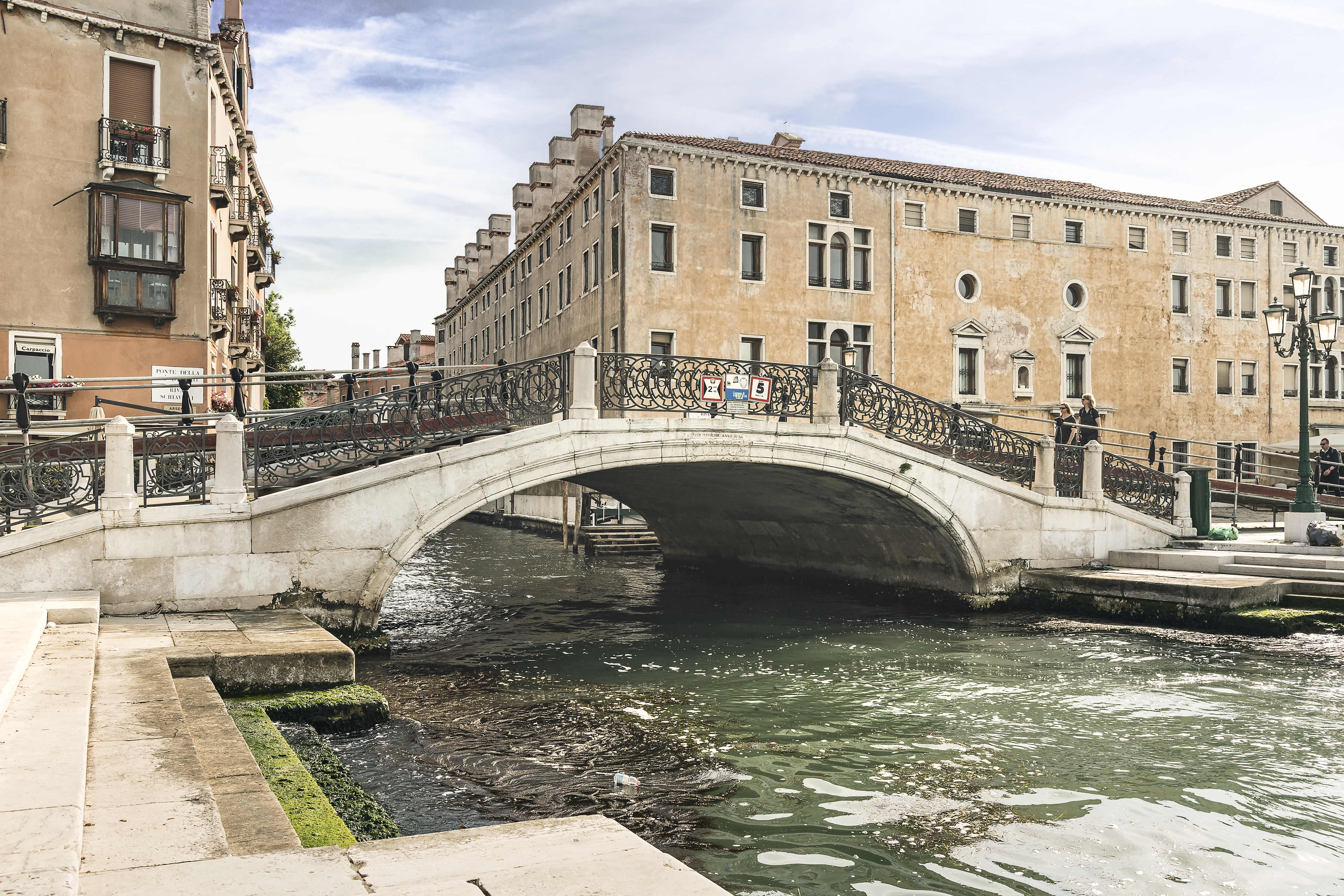
Le pont et l'embouchure du rio longeant la Ca' di Dio

La Ca' di Dio (Maison de Dieu) est un ancien hospice de Venise.
Il se situe sur le Riva de la Ca' di Dio, à proximité du pont et le long du canal éponyme et face au bassin de Saint-Marc.

## Histoire
Maison de Dieu était le nom donné aux hospices qui offraient accueil aux pèlerins en attente de départ voie maritime vers le Saint Sépulcre en Terre sainte ou par voie terrestre vers Rome, pour y obtenir une absolution.
Déjà au milieu du XIIIe siècle, il existait à Venise un hospice pour pèlerins, érigé sur un terrain appartenant au  monastère de San Giorgio Maggiore, donné en 1254 par l'abbé Marco Bollani à un frère appelé Lorenzo. Ce même frère reçut en donation de Marco Trevisan, fourreur, un terrain localisé dans ce quartier. Ce legs fut ratifié par le Maggior Consiglio en 1272, sous la condition d'y construire un hospice avec une église. De ce siège original, peu ou rien n'est connu, à part le groupe compact de maisons visible sur le plan du XVIe siècle de De Barbaris et le fait qu'il incorporât un petit oratoire, dédié à Santa Maria Assunta.
À l'occasion des croisades, les hôtes les plus fréquents de cette structure furent les pèlerins de passage, mais déjà en 1300, vu la diminution de la ferveur religieuse du début, des femmes commencèrent à être admise aussi.
En cette période, la gestion de l'ospissio fut laissée aux moines, à leur tour coordonnés par les cinq prieurs qui furent élus en succession au fondateur, Lorenzo. Cette pratique fut cependant interrompue en 1360, lorsque quelques moines génois furent logés ici et tentèrent de mettre le feu à l'Arsenal de Venise voisin. À la suite de cela, l'hospice perdit son autonomie et fut placé sous la juridiction du Doge, quoiqu'aucun document officiel n'en attesta.
En 1367, la destination originale de l'hospice changea par disposition du Maggior Consiglio en hospice pour femmes "pauvres et honnêtes" admises au nombre de vingt-cinq au plus.
Grâce au statut spécial de 1360, l'hospice s'enrichit rapidement de beaucoup de legs. Ceci permit en 1544 aux Procurateur de Saint-Marc de supra de prendre l'initiative de manière autonome pour un complet renouvellement de l'ouvrage, charge confiée au célèbre Jacopo Sansovino dont le projet fut approuvé l'an suivant. Dans le cours de 1547 cependant, les travaux durent être suspendu momentanément. Le doge Francesco Donà fit remarquer aux Procurateurs que l'unique autorité de l'hospice fut, par ancienne coutume, exclusivement le Doge.
Pour clarifier cela, en 1556, le Maggior Consiglio approuvait une Parte (loi), qui soumettait l'hospice officiellement sous tutelle du doge, le prieur devant donc répondre de sa gestion directement au chef de l'État. Il fut admis que le nombre d'hôtesses soit augmenté à cinquante, autorisant aussi l'accès aux veuves de soldats et d'employés de l'administration publique. Une terminazione (décret) vint confirmer la dépendance du Doge en 1561 et confirma qu'aucune magistrature ne pût s'ingérer dans l'activité de l'hospice, en analogie au traitement réservé aux autres Institutions soumises à l'autorité de la plus haute magistrature de la République. Ce décret fut confirmé par une Parte (loi) du Maggior Consiglio de 1736.
Avec une Parte de 1623, le Maggior Consiglio spécifia la destination du refuge : y pouvaient trouver hospitalité les femmes pauvres, d'origine noble ou originaires de la ville, honnêtes, libres de liens matrimoniaux, âgées d'au moins 30 ans et assignées dans leur chambrette. Les hôtesses, appelées cameristi, élisaient à leur tout une Prieure et deux portinaie et menaient une vie assez indépendante, pouvant disposer d'un foyer en chambre et pouvant dérouler des activités rétribuées à l'extérieur de l'hospice. L'administration des finances, considérablement augmentées  vu l'afflux de donations, fut confiée à cinqprieurs nommés par le Doge. Les autres fonctions étaient assurées par le Revisor, l' Appontador, le Médecin, le Chirurgien, le garçon de salle, le Prote, le Spezial, le Mansionario et les Infirmières.
Après la chute de la République en 1797, l'hospice survécut aux décrets napoléoniens. Conservant l'usage pour lequel il avait été fondé, de nos jours il est destiné à être une maison de repos pour personnes âgées autosuffisantes.
L'hospice comprit une chapelle en son sein : Santa Maria de la Ca' di Dio, restaurée en 1884.